# STANAG 1236

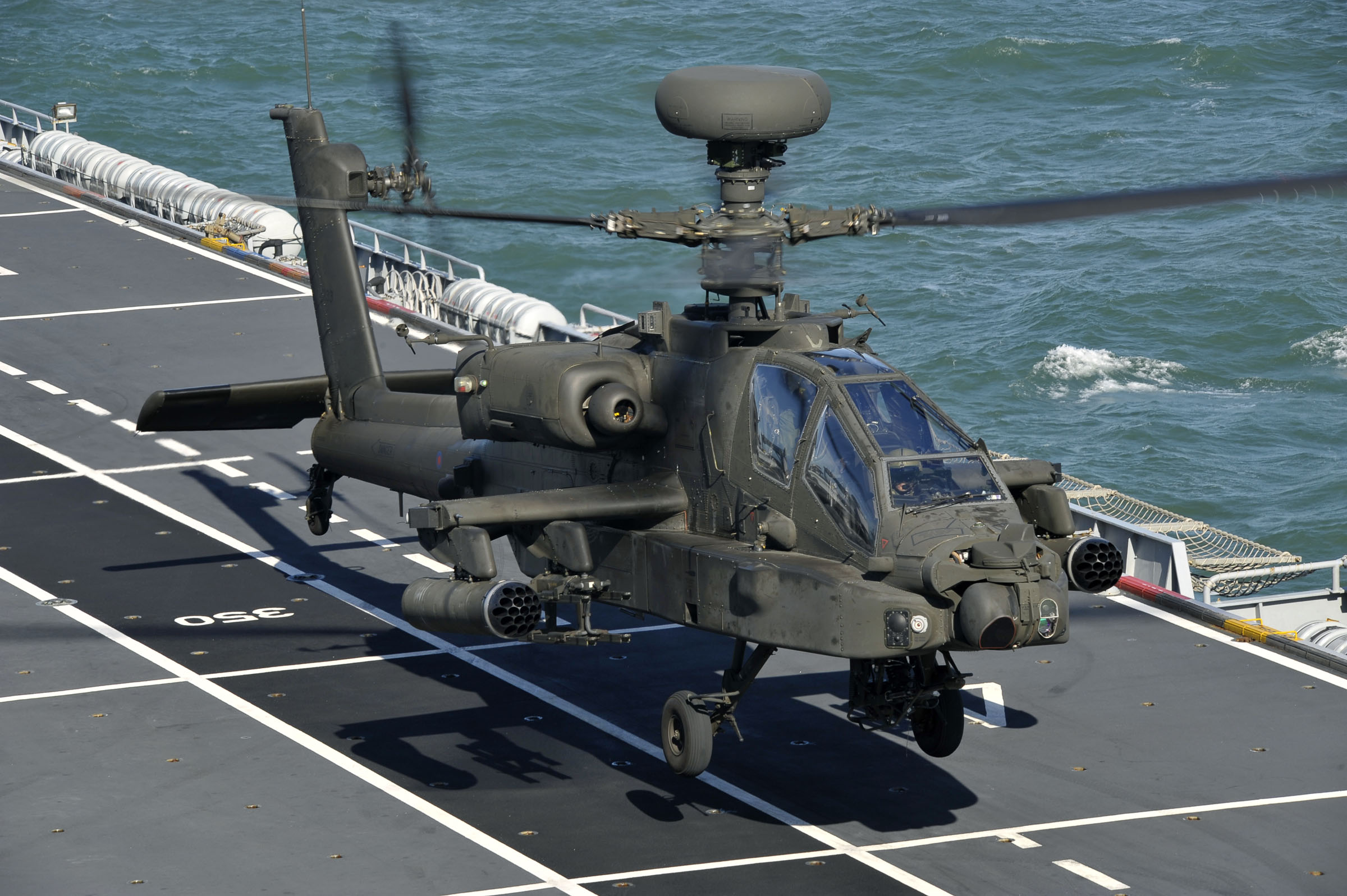
Apache Attack Helicopter Takes Off from HMS Ocean MOD 45150676

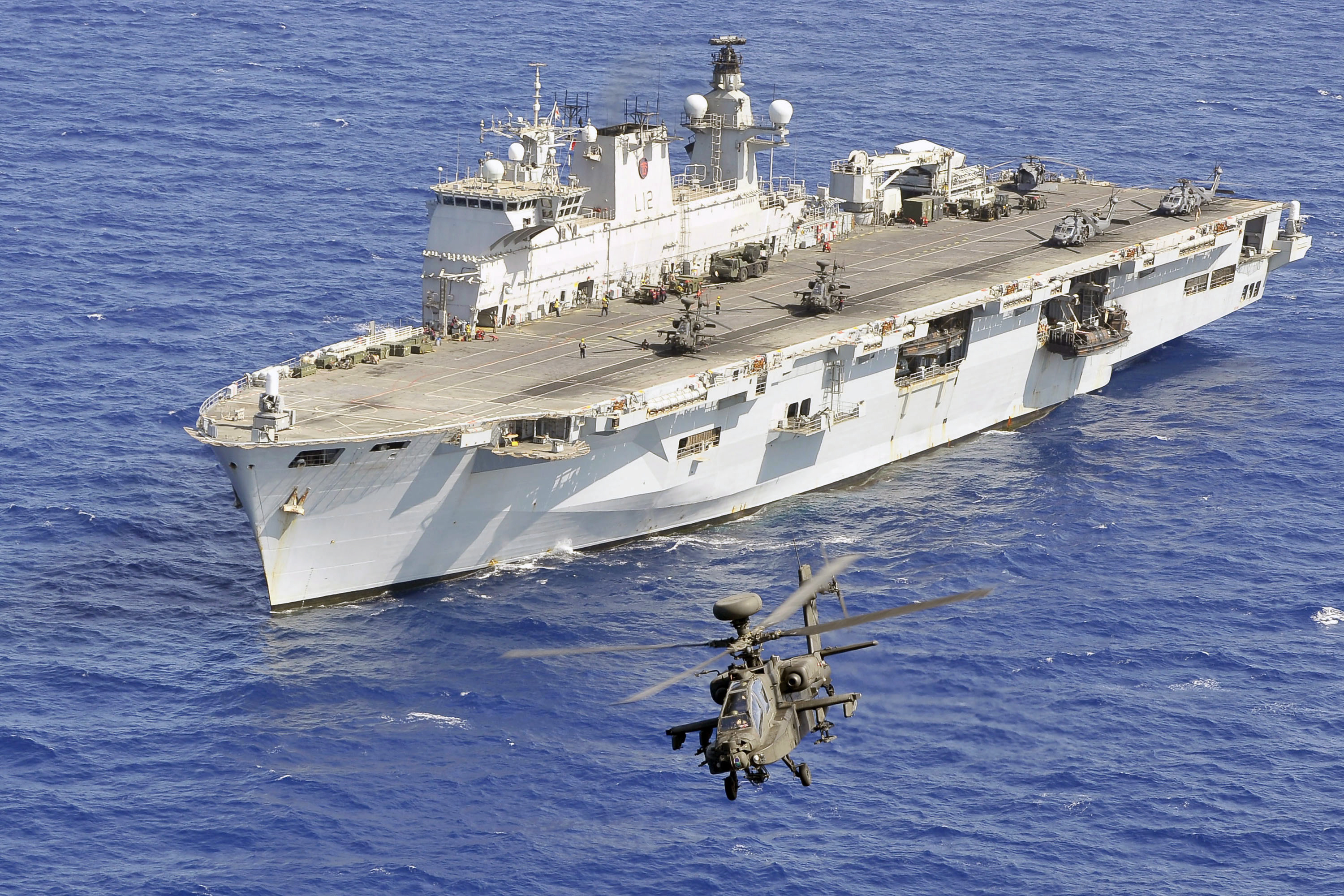
Apache Helicopter Takes off from HMS Ocean During Operation Ellamy MOD 45153051

STANAG 1236 (Glide Slope Indicators for Helicopter Operations from NATO Ships) — угода НАТО зі стандартизації, яка встановлює мінімальні стандартні вимоги для номенклатури; світлові характеристики; поширення світла і висоти; контролю інтенсивності та інтенсивність; стабілізації; та встановлення індикаторів глісади, використовуваних у вертолітних операціях між кораблями країн НАТО.
Станаґ, STANAG (від англ. Standardization Agreement) — угода зі стандартизації в НАТО. Встановлює та визначає способи, порядок дій, термінологію та умови для уніфікації в рамках єдиних збройних сил або технічних операцій, або ж обладнання (матеріальної частини) серед держав-учасниць Організації.
Кожна держава, що входить в НАТО, ратифікує Угоду і впроваджує її у власних збройних силах. Метою Угоди є забезпечення єдиних оперативних та адміністративних заходів, матеріально-технічного забезпечення, таким чином, щоб збройні сили однієї держави-учасниці могли використовувати матеріальні засоби і матеріально-технічне забезпечення збройних сил іншої. Крім того, Угодою створюють основу для технічної взаємозамінності серед великого розмаїття систем зв'язку та інформації, важливих для проведення операцій НАТО та Об'єднаних збройних сил.
Угоди зі стандартизації публікуються англійською та французькою мовами (двома офіційними мовами НАТО) Агенцією НАТО зі стандартизації, розташованою в Брюсселі. Наразі кількість угод становить трохи менше 1300. Це угоди щодо калібру боєприпасів та власне боєприпасів, засобів зв'язку, картографічних позначень, класифікації мостів і багато іншого.